# Gonomyia strigilis
Gonomyia strigilis är en tvåvingeart som beskrevs av Alexander 1926. Gonomyia strigilis ingår i släktet Gonomyia och familjen småharkrankar. Inga underarter finns listade i Catalogue of Life.